# Pavel Crușeveanu
- Acest articol se referă la publicistul basarabean Pavel Crușeveanu . Pentru avocata cu același nume de familie, vedeți articolul Eugenia Crușevan.

Pavel (Pavalаchii) Alexandrovici Crușeveanu (Krușevan, în rusă Павел Александрович Крушеван) (n. 27 ianuarie, stil vechi, 1860, satul Ghindești, ținutul Soroca, gubernia Basarabia — d. 18 iunie, stil vechi, 1909, Chișinău) rus de origine română, a fost un jurnalist, publicist și politician de extremă-dreaptă, colaborator cu tenebroasa Ohrana - instituția țaristă de spionaj și diversiune - și participant activ al „Sutei Negre” (în rusă черносотенцы-черносотенец), organizație monarhistă extremistă și xenofobă creată de Ohrana. A fondat la Sankt Petersburg ziarul „Znamia” (Drapelul - în rusă Знамя, 1903—1904) în care a publicat celebra mistificare și provocare anti-semită „Protocoalele înțelepților Sionului”.

## Biografia
Pavel Alexandrovici Crușeveanu s-a născut într-o familie rusă de moșieri scăpătați de origine moldoveană. A absolvit patru clase de gimnaziu la Chișinău. A lucrat ca funcționar în Duma orășenească din Chișinău. În anii 1887—1895 a lucrat în Biroul de accize din Minsk.
În anii 1906—1909 a fost purtătorul de cuvânt al Dumei orășenești din Chișinău și în 1907, deputat în cea de a II-a Dumă a Imperiului Rus.

## Activitatea publicistică

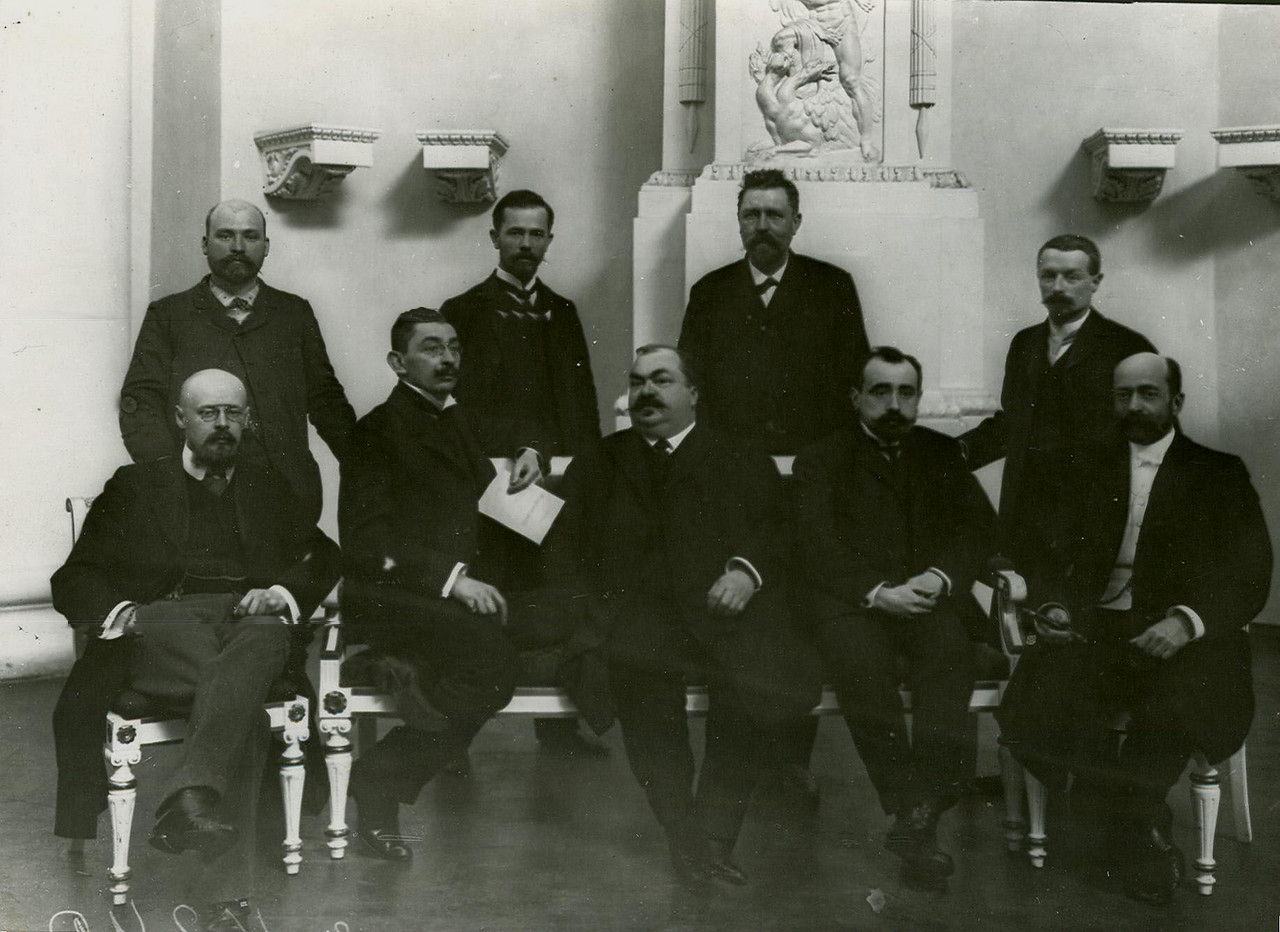
Membri ai Dumei a II-a de Stat din partea Basarabiei. În picioare (de la stânga): Emelian Melenciuc, Arefa Tretiacenko, Johann Gerstenberger și Dmitri Sviatopolk-Mirski; așezați (de la stânga): Vladimir Purișkevici, Pavel Krupensky, Anton Demianovici, Pantelimon Sinadino și Pavel Crușeveanu.

Activitatea sa publicistică (în limba rusă) a fost extremistă, incitantă, xenofobă, fulminant antisemită.
A început să scrie în 1882 în broșurile „Nedelia” (în rusă Неделя, în română Săptămâna), unde a publicat câteva nuvele și articole, romanul său „Sciastlivee vseh” (în rusă Счастливее всех, în română Fericiți cu toții) și nuvela "Cuib devastat" (Sankt Petersburg, 1882).
Între 1887-1896 a colaborat la „Minsky Listok” (în rusă Минский листок, în română Foaia Minskului), în „Vilensky Vestnik” (rusă Виленский вестник, în română Veștile din Wilno) și „Bessarabsky Vestnik” (rusă Бессарабский вестник, în română Veștile Basarabiei). O parte din scrierile sale din această perioadă au fost inclus în cărți editate separat: «Ce este Rusia» (schițe de voiaj, Moscova, 1896), «Cazul lui Artabanov» (roman, Moscova, 1896), «Stafiile» (roman și diverse povestiri, 1897).
În 1896 Crușeveanu a înființat la Chișinău ziarul cotidian „Basarabeț” (în rusă Бессарабец, în română Basarabeanul), singurul cotidian în limba rusă din Chișinău care, inițial s-a afiliat la jurnalistica liberală, mai târziu devenind o publicație de extremă dreaptă. Acest ziar a fost principalul incitator la Pogromul din Chișinău din aprilie 1903. Din 1905 a devenit organul de presă al secției basarabene al „Uniunii poporului rus”, înființată de către Crușeveanu, sub auspiciile Ohranei.
Pavel Crușeveanu a publicat un almanah al ziarului „Bessarabeț” - primul cotidian din Chișinău, înființat de asemenea la inițiativa sa în 1903, în limba rusă, la Moscova - o monografie privind istoria, geografia, etnografia, economia și cultura Basarabiei. Lucrarea era intitulată „Basarabia. Almanah informativ de istorie, statistică, etnografie și literatură Arhivat în 19 aprilie 2010, la Wayback Machine.”.
La sfîrșitul anului 1903 el a fondat pentru puțin timp la Sankt Petersburg ziarul „Znamia” (în rusă Знамя, în română Drapelul) (1903—1904). În acest ziar, între 28 august și 7 septembrie (stil vechi), a publicat fragmente din celebra mistificare antisemită „Programul de cucerire a lumii de către evrei”, mai cunoscută sub numele de „Protocoalele înțelepților Sionului”. În 1906 a editat la Chișinău ziarul „Drug” (în rusă Друг, în română Prieten).
În ciuda originii sale românești, Crușeveanu era un aprig naționalist rus, iar unele articole din ziarul său, Drug, aveau un puternic caracter antiromânesc. De exemplu, în ianuarie 1906, Crușeveanu scria: s-a format un cerc al cărui scop tinde la deschiderea de școli românești în Basarabia, predarea limbii românești, dezvoltarea gustului pentru literatura românească. Într-un cuvânt, s-a făcut primul pas care, fatal, va duce la antagonism și separatism. Poporul are prea puțin timp ca să poată învăța deodată carte rusească și românească. Și, desigur, majoritatea va prefera să învețe în limba maternă, în cea românească. Deci înstrăinarea de Rusia e inevitabilă.

## Instigarea la antisemitism
Dintre diversele sale activități de propagare a antisemitismului notabilitatea i-a fost adusă de două mistificări de amploare la care a jucat un rol central: incitarea la Pogromul de la Chișinău din 1903 și editarea „Protocoalelor înțelepților Sionului”.

### Pogromul de la Chișinău
Folosind ca pretext o crimă care s-a produs la Dubăsari, la circa 40 de km de Chișinău, uciderea unui adolescent ucrainean-creștin de 14 ani, Mihail Râbacenco, Crușeveanu a atribuit această crimă evreilor ca un act de omor ritual, deși criminalul, care era o rudă a victimei și, evident, nu era evreu, fusese prins. În pofida adevărului, Crușeveanu a inițiat o campanie de incitare antisemită în ziarul „Basarabeț”, care a dus la o dezlănțuire de crime și acte huliganice a căror victime au fost minoritarii evrei. Evenimentele din 6-7 aprilie 1903, care au intrat în istorie sub numele de Pogromul de la Chișinău (primul din cele două pogromuri, al doilea Pogrom de la Chișinău a avut loc la 19-20 octombrie 1905), s-au soldat cu 47-49 de evrei uciși, 600 de răniți (92 răniți grav), 700 de case și 600 de magazine jefuite și devastate, 2.000 de familii de evrei aruncate în stradă și alte atrocități.
Pogromul a atras proteste în toată lumea; au fost organizate mitinguri la Londra, Paris și New York, iar Theodore Roosevelt, președintele SUA, a adresat țarului Nicolae al II-lea o petiție „în numele poporului american”, petiție pe care țarul a refuzat să o accepte. Sub presiunea opiniei publice, au fost deferiți justiției câțiva dintre huligani care au scăpat cu sentințe deosebit de ușoare.
Intelectualii ruși (printre care și scriitorul Lev Tolstoi) au condamnat autoritățile țariste ca vinovate de pogrom, exprimându-și simpatia față de victime. Scriitorul Vladimir Korolenko a descris evenimentele în nuvela „Casa nr. 13”, iar poetul Haim Nahman Bialik a scris poemul „În Orașul Morții” (în ebraică "Be-Ir ha-Haregah").
Ca urmare a campaniei sale de incitare antisemită, lui Crușeveanu i s-au intentat mai multe procese de instigare la crimă, de calomnie, de ofense și de atacuri personale, procese care au fost anulate prin intervenția personală a guvernatorului provinciei.
Studentul P.S. Dașevschi l-a acuzat a fi unul din principalii instigatori ai pogromului și a încercat să-l înjunghie, rana fiind însă superficială. Crușeveanu a refuzat să primească asistența medicală pe care i-a oferit-o un medic evreu. Timorat în urma atentatului, Crușeveanu a început să meargă înarmat și însoțit de un bucătar personal, ca să nu fie otrăvit.

### Protocoalele înțelepților Sionului
„Protocoalele înțelepților Sionului” (în rusă Протоколы Сионских мудрецов), o scriere apocrifă care a circulat în Europa la începutul secolului al XX-lea și care descria niște planuri imaginare ale evreilor de a domina lumea, a fost publicată pentru prima dată în serial, în anul 1903, de către Crușeveanu, în ziarul său în limba rusă, „Znamia”, într-o versiune prescurtată. Ulterior, în 1905, acestă compilație a fost publicată ca o anexă a broșurii lui Serghei Nilus: „Mare în Mic: Venirea Anti-Cristului și rolul Satanei pe pământ”.
Ziarul londonez "The Times" din 16-18 august 1921 revela, într-o serie de articole, că majoritatea materialului din Protocoale a fost plagiat dintr-o veche satiră politică franceză lipsită de teme anti-semite, scrisă de Maurice Joly în 1864: „Dialog în Infern între Machiavelli și Montesquieu”, la care s-au adăugat fragmente din nuvela prusacului Hermann Goedsche, „Biarritz” (1868), și că este vorba de un fals care a fost pus în circulație de agenți ai Ohranei - poliția secretă a guvernului Rusiei imperiale - ca o diversiune contra iminentei revoluții, amplificând antisemitismul deja existent în Rusia în acea vreme. Nemulțumirile și revolta publică au fost prezentate drept agitații ale evreilor la cererea "iudaismului internațional".